# Championnats du monde de course en ligne de canoë-kayak de 1983
Navigation
Édition précédente Édition suivante
Les dix-huitièmes championnats du monde de course en ligne de canoë-kayak se sont déroulés à Tampere (Finlande) en 1983.

## Podiums

### Hommes

#### Canoë
| Epreuve     | Or                                      | Temps | Argent                                            | Temps | Bronze                                           | Temps |
| C-1 500 m   | Costica Olaru (ROU)                     |       | Ulrich Papke (GDR)                                |       | Anatoliy Volkov (URS)                            |       |
| C-1 1000 m  | Vassily Beresa (URS)                    |       | Costica Olaru (ROU)                               |       | Jirí Vrdlovec (TCH)                              |       |
| C-1 10000 m | Jirí Vrdlovec (TCH)                     |       | Gheorghe Titu (ROU)                               |       | Tamás Wichmann (HUN)                             |       |
| C-2 500 m   | Yougoslavie Matija Ljubek Mirko Nisovic |       | Union soviétique Ivan Klementiev Sergey Ossadzhiy |       | ROU Dumitru Betiu Flodor Gurei                   |       |
| C-2 1000 m  | ROU Ivan Patzaichin Toma Simionov       |       | Allemagne de l'Est Olaf Heukrodt Alexander Schuck |       | Yougoslavie Matija Ljubek Mirko Nisovic          |       |
| C-2 10000 m | HUN Tamás Buday László Vaskúti          |       | ROU Ivan Patzaichin Toma Simionov                 |       | Union soviétique Sergueï Petrenko Yuriy Laptikov |       |

#### Kayak
| Epreuve     | Or                                                                                        | Temps | Argent                                                                             | Temps | Bronze                                                                                | Temps |
| K-1 500 m   | Vladimir Parfenovich (URS)                                                                |       | Ian Ferguson (NZL)                                                                 |       | Andreas Stähle (GDR)                                                                  |       |
| K-1 1000 m  | Rüdiger Helm (GDR)                                                                        |       | Arturas Veta (URS)                                                                 |       | Alan Thompson (NZL)                                                                   |       |
| K-1 10000 m | Einar Rasmussen (NOR)                                                                     |       | Milan Janic (YUG)                                                                  |       | Rick Daman (NED)                                                                      |       |
| K-2 500 m   | Allemagne de l'Est Frank Fischer André Wohllebe                                           |       | Union soviétique Vladimir Parfenovich Sergey Superata                              |       | Canada Hugh Fisher Alwyn Morris                                                       |       |
| K-2 1000 m  | Allemagne de l'Est Frank Fischer André Wohllebe                                           |       | Union soviétique Vladimir Parfenovich Sergey Superata                              |       | Autriche Werner Bachmeyer Wolfgang Hartl                                              |       |
| K-2 10000 m | Royaume-Uni Stephen Jackson Alain Williams                                                |       | HUN István Szabó István Tóth                                                       |       | Suède Bengt Andersson Karl-Axel Sundqvist                                             |       |
| K-4 500 m   | Allemagne de l'Est Andreas Stähle Peter Hempel Harald Marg Rüdiger Helm                   |       | Union soviétique Sergey Kolokolov Sergey Zhuchray Arturas Veta Aleksandr Vodovatov |       | HUN István Imai Attila Csaszar Zoltán Lorinczy András Rajna                           |       |
| K-4 1000 m  | ROU Ionel Constantin Nicolae Fedosel Ionel Letcae Angelin Velea                           |       | Allemagne de l'Est Andreas Stähle Peter Hempel Rüdiger Helm Harald Marg            |       | Union soviétique Sergey Kolokolov Sergey Zhuchray Arturas Veta Aleksandr Vodovatov    |       |
| K-4 10000 m | Union soviétique Nikolay Astapkovich Aleksandr Avdeyev Nikolay Baranov Alexander Yermilov |       | Norvège Harald Amudsen Geir Kvillum Lars Ivan Gran Arne Slettsjø                   |       | Pologne Ireneusz Clurzynski Andrzej Klimaszewski Ryszard Oboski Krzysztof Szczepanski |       |

### Femmes

#### Kayak
| Epreuve   | Or                                                                         | Temps | Argent                                                                                | Temps | Bronze                                                         | Temps |
| K-1 500 m | Birgit Fischer (GDR)                                                       |       | Vania Gesheva (BUL)                                                                   |       | Maria Stefan (ROU)                                             |       |
| K-2 500 m | Allemagne de l'Est Birgit Fischer Carsta Kühn                              |       | HUN Katalin Povazsan Erika Géczi                                                      |       | Suède Agneta Andersson Susanne Wiberg                          |       |
| K-4 500 m | Allemagne de l'Est Birgit Fischer Carsta Kühn Ramona Walther Kathrin Giese |       | Union soviétique Inna Zhipulina Nelli Yefremova Natalya Kalasnikova Galina Alekseyeva |       | ROU Tecla Borceana Agafia Burhaev Natasia Ionescu Maria Stefan |       |

## Tableau des médailles
| Rang  | Nation             | Or | Argent | Bronze | Total |
| ----- | ------------------ | -- | ------ | ------ | ----- |
| 1     | Allemagne de l'Est | 7  | 3      | 1      | 11    |
| 2     | Union soviétique   | 3  | 6      | 3      | 12    |
| 3     | ROU                | 3  | 3      | 3      | 9     |
| 4     | HUN                | 1  | 2      | 2      | 5     |
| 5     | Yougoslavie        | 1  | 1      | 1      | 3     |
| 6     | Norvège            | 1  | 1      | 0      | 2     |
| 7     | Tchécoslovaquie    | 1  | 0      | 1      | 2     |
| 8     | Royaume-Uni        | 1  | 0      | 0      | 1     |
| 9     | Nouvelle-Zélande   | 0  | 1      | 1      | 2     |
| 10    | BUL                | 0  | 1      | 0      | 1     |
| 11    | Suède              | 0  | 0      | 2      | 2     |
| 12    | Autriche           | 0  | 0      | 1      | 1     |
| 13    | Canada             | 0  | 0      | 1      | 1     |
| 14    | Pays-Bas           | 0  | 0      | 1      | 1     |
| 15    | Pologne            | 0  | 0      | 1      | 1     |
| Total | Total              | 18 | 18     | 18     | 54    |